# Mambou Aimée Gnali
Mambou Aimée Gnali, née le 18 octobre 1935 à Brazzaville, est une femme politique et femme de lettres congolaise. Ancienne enseignante d'université, notamment à l'Ecole Normale Supérieure d'Afrique Centrale, elle est également une ancienne fonctionnaire internationale.

## Biographie
Mambou Aimée Gnali est née le 18 octobre 1935 à Brazzaville, alors que son père Mapako Hervé Gnali, formé à l'école William-Ponty de Gorée et comptable à la SIAN (Société Industrielle et Agricole du Niari) y est affecté. Ses deux parents font partie d'une des anciennes familles de l'ethnie Vili, à savoir le clan Boulolo, l'un des vingt-sept clans Nkongo, fondateurs du royaume de Loango.
Le patronyme Gnali désigne une grande étendue d'eau, mais également, la première phase de l'état de grossesse.

### Formation
Elle commence ses études primaires à Pointe-Noire (Congo) chez son oncle Joseph Pouabou, puis à Brazzaville, au pensionnat Mgr Prosper Philippe Augouard (actuel Javouhey), chez les sœurs de Saint-Joseph de Cluny. 
En 1947, sous les conseils de son oncle Jean Félix-Tchicaya (cousin de sa mère), ses parents décident de financer ses études au lycée Jeanne d'Arc d'Orléans. Elle y reste jusqu'en classe de seconde et est renvoyée en 1952 à cause de son tempérament rebelle et semble-t-il pour racisme. Elle rentre donc au Congo en mars 1952 et continue une seconde au lycée Savorgnan de Brazza. Elle sera ainsi la première bachelière congolaise sur le territoire de l’AEF,. 
Aimée Gnali repart en France pour faire ses classes préparatoires au lycée Fénelon puis des études de lettres modernes à la Sorbonne. Elle est boursière et réside au foyer des lycéennes d’Antony.
Elle rentre au Congo en septembre 1963, après avoir obtenu le CAPES, un mois seulement après la révolution des « Trois Glorieuses ».
En 1965, Aimée Mambou Gnali repart étudier aux États-Unis, successivement à l’Université Lawrence du Kansas puis à l'université Saint-Louis du Missouri et enfin à l'université Columbia de New-York. C’est aussi à New-York qu’elle s’initie au swahili et dans la Tanzanie de Julius Nyerere où elle passe trois mois pour mettre en pratique ses nouvelles connaissances. Après son séjour aux États-Unis, elle reste trois mois en France où elle conforte sa connaissance sur les méthodes d’enseignement du français comme langue étrangère. 

### Carrière professionnelle
Une fois rentrée au Congo, en 1963, elle enseigne, d’abord, au lycée Victor Augagneur de Pointe-Noire.
Entre 1968 et 1969, elle est nommée directrice générale de l’enseignement en remplacement de Henri Lopes. Elle enseigne en parallèle à l’ENS (École normale supérieure) sous parrainage de l'UNESCO, jusqu’en 1971.
Cette même année, elle obtient un poste à l’UNESCO, d’abord à Paris où elle est chargée des questions d’éducation pour le Cameroun, le Tchad , la République centrafricaine, le Maroc et la Somalie, puis des questions féminines au Burkina Faso. Après sept ans dans la capitale française, elle part à Dakar toujours pour le compte de l’UNESCO et y reste treize ans,. 
Elle démissionne et prend une retraite anticipée en août 1978 et rentre au Congo. 

### Vie politique
À la Sorbonne, Lazare Matsocota l’initie au marxisme et la convainc d’entrer à la FEANF, où elle occupe le poste de vice-présidente aux Affaires culturelles, au comité exécutif de 1960. 
En décembre 1963, Aimée Mambou Gnali est élue à l’Assemblée nationale révolutionnaire, où elle restera jusqu’à sa dissolution en 1968. Elle fait partie avec Micheline Golengo et Pierrette Kombo des premières femmes à rejoindre cette assemblée. En 1992, elle est élue conseillère municipale à Pointe-Noire. À partir de 1995, elle est première adjointe au maire chargée de l’urbanisme. 
Bien que se définissant elle-même comme spécialiste de l'Éducation, elle se retrouve nommée par Denis Sassou-Nguesso, ministre de la Culture et des Arts, chargée du Tourisme dans le 1er gouvernement Gouvernement d'union nationale et de salut public issu de la guerre civile de 1997. 
Mécontente de l'environnement (peu de moyens mis à sa disposition) dans lequel elle évolue, elle est donnée plusieurs fois démissionnaire, par la rumeur. Alors que les bruits de guerre au Congo mettent en échec ses tentatives pour organiser le FESPAM (festival panafricain de musique) à Brazzaville, ce dont Sassou l’avait pourtant chargé, elle est finalement convaincue de rester. Elle démissionne effectivement en 2002. 
Depuis 2007, elle anime un courant politique qui s'oppose au pouvoir de Denis Sassou-Nguesso.  Elle cofonde le Parti pour l’alternance démocratique (PAD) et en est secrétaire générale.

### Autres activités
Bien qu'en retraite, en plus de la politique, elle enseigne la communication à l'École supérieure de technologie du littoral, qu'elle a fondée alors qu'elle était ministre.
Elle a également présidé une association de femmes qui n'a pas survécu aux antagonismes de la guerre. 

### Vie privée
Aimée Mambou Gnali se considère comme une femme libre qui, a eu de nombreuses aventures dont celle qu’elle a relatée avec Lazare Matsocota. Elle ne s’est jamais mariée, par résistance aux pressions sociales.

## La femme de lettres
Le 14 mars 2001, Mambou Aimée Gnali publie Beto na beto : Le poids de la tribu (Gallimard, Continents noirs). Cet ouvrage, préfacé par Henri Lopès évoque notamment la relation amoureuse de l'auteure avec Lazare Matsocota, figure importante de la politique congolaise avant son assassinat en février 1965. En effet, étudiante à la Sorbonne, elle y retrouve Lin Lazare Matsocota, rencontré auparavant au lycée Savorgan de Brazza, qui la console de sa rupture avec Aidara, le père de sa fille. Matsocota dit Mat, un « Orson Welles de couleur », un tribun à la Jaurès, fait son éducation politique. 
En 2016, elle sort son premier roman L’Or des femmes (Gallimard, Continents noirs) à plus de quatre-vingts ans. « J’ai toujours été tentée par l’écriture mais je n’osais pas » avoue-t-elle. Elle y dénonce certaines anciennes traditions du Congo selon lesquelles on mariait des filles à peine nubiles à des hommes bien plus âgés. Certaines, enceintes à la suite d'un inceste, étaient noyées… 

## Œuvres
- Beto na beto. Le Poids de la tribu, Paris, Éditions Gallimard, coll. « Continent noir », 2001, 128 p.  (ISBN 978-2-07-076077-0)
- L’Or des femmes, Paris, Éditions Gallimard, coll. « Continent noir », 2016, 176 p.  (ISBN 2-07-076077-4)

## Distinction
| Distinctions de Mambou Aimée Gnali                                       |
| ------------------------------------------------------------------------ |
| Commandeur de l'Ordre des Arts et des Lettres de la république française |

Lors de la Journée internationale de la francophonie, le 20 mars 2019, Mambou Aimée Gnali a reçu les insignes de Commandeur des Arts et Lettres, des mains de l'ambassadeur de France au Congo.